# Brionna Jonesová
Brionna Jonesová nepřechýleně Brionna Jones (* 18. prosince 1995 Baltimore) je americká basketbalistka hrající na pozici pivotmanky. V roce 2017 byla draftována na osmém místě WNBA týmem Marylandské univerzity. Od října 2019 působí v české nejvyšší basketbalové soutěži v týmu ZVVZ USK Praha. V desátém kole stanovila nový střelecký rekord ligy, když na palubovce Slovanky MB nastřílela při vítězství hostujícího týmu 32:121 rovných 50 bodů a překonala tak dosavadní rekord Jany Stejskalové z roku 2005 o 4 body.

## Úspěchy
Národní tým USA
- vítězka Mistrovství světa v basketbalu žen v roce 2022 v Austrálii

ZVVZ USK Praha
- 4× vítězka Ženské basketbalové ligy – 2019/20, 2020/21, 2021/22, 2022/23